# マルク・ヤンコ
マルク・ヤンコ（Marc Janko, 1983年6月25日 - ）は、オーストリア・ウィーン出身の元同国代表サッカー選手。現役時代のポジションはフォワード。
実母エーファ・ヤンコ (Eva Janko) は、1968年メキシコオリンピックのやり投銅メダリスト。

## 経歴

### クラブ

#### オーストリア
オーストリア・ブンデスリーガに属するFCアドミラ・ヴァッカー・メードリングの育成部門出身。セカンドチームを経由して21歳でトップチームでデビューを果たす。
22歳の頃、2005年夏に就任したクルト・ヤーラ新監督に誘われ、同リーグのレッドブル・ザルツブルクへ移籍。初年度では18試合に出場し11得点を記録するなど期待通りの活躍を見せたが、2007年1月に行われた親善試合で重傷を負い、約10か月間リタイアした。2007年11月9日に行われたLASKリンツ戦でカムバックを果たすものの、まだ重傷以前の本調子ではなく、2008年の夏に地元で開催されるUEFAヨーロッパ選手権オーストリア・スイス大会に間に合うかどうか注目されたが、当時のオーストリア代表監督であったヨーゼフ・ヒッケルスベルガーは「まだ本調子ではない」と判断し、招集しなかった。
2008-09シーズン、新たにレッドブル・ザルツブルクの監督に就任したコー・アドリアーンセの下、リーグ戦34試合で39得点を記録。オーストリア・ブンデスリーガ得点王になるとともに、それまでドイツ代表のオリバー・ビアホフが保持していた同クラブの年間最多得点記録を更新した。また、同年にヨーロッパ得点王でブロンズシューズ賞（3位）を受賞した。
UEFAヨーロッパリーグではSSラツィオ、ビジャレアルCF、スタンダール・リエージュ等を相手に得点を決め、グループリーグ首位突破に貢献した。

#### オランダ
2010年6月21日、オランダエールディヴィジのFCトゥウェンテに4年契約で移籍した（違約金は700万ユーロ）。2011年5月8日、KNVBカップ決勝戦となったアヤックス・アムステルダム戦で決勝ゴールを記録し優勝に導いた。リーグ準優勝したエールディヴィジでは14得点を記録し、チーム得点王に輝いた。
UEFAヨーロッパリーグでは再びビジャレアルCF戦で得点を記録し、チームは準々決勝まで進出した。
ヨハン・クライフ・シャールでは2年連続で優勝し、2012年度の決勝戦ではアヤックス・アムステルダムを相手に1得点を決めている。

#### ポルトガル
2012年1月31日、ポルトガルのFCポルトに3年半の契約で移籍した。

#### トルコ
2012年8月28日、トルコのトラブゾンスポルに移籍した。

#### オーストラリア
2014-15シーズンはオーストラリアのシドニーFCに所属し、16得点を挙げ、Aリーグ得点王及びAリーグ年間最優秀選手に選ばれた。

#### スイス
2015年6月25日、スイス・スーパーリーグの強豪FCバーゼルへ移籍することを発表した。当初は1年契約の1年間の契約延長オプション付きであったが、初年度から得点を量産したこともあり初年度のシーズン半ばでオプションが引かれ、2017年6月30日まで契約が延長された。

### 代表

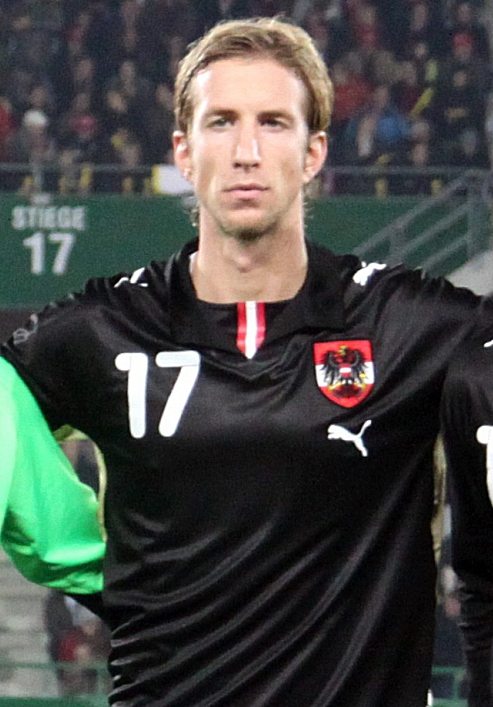
オーストリア代表でのヤンコ

オーストリアU21代表でもゴールを量産。特にオーストリアが2-1のスコアで勝利したイングランドU21代表戦で2得点を決めたことにより大きな注目を浴びるようになった。
2006年5月23日のクロアチアとの親善試合でA代表デビュー。2008年8月20日のイタリアとの親善試合で代表初得点を挙げた。
2015年EURO予選においては、ロシア及びスウェーデンとの上位対決でのゴールを含むチーム最多の7得点を記録し、首位通過に貢献。

## 個人成績

### クラブ
| クラブ成績     | クラブ成績                         | クラブ成績       | リーグ | リーグ | カップ       | カップ       | 国際大会          | 国際大会          | 通算 | 通算 |
| シーズン       | クラブ                             | リーグ           | 出場   | 得点   | 出場         | 得点         | 出場              | 得点              | 出場 | 得点 |
| オーストリア   | オーストリア                       | オーストリア     | リーグ | リーグ | ÖFB杯        | ÖFB杯        | ヨーロッパ        | ヨーロッパ        | 通算 | 通算 |
| -------------- | ---------------------------------- | ---------------- | ------ | ------ | ------------ | ------------ | ----------------- | ----------------- | ---- | ---- |
| 2004-05        | アドミラ・ヴァッカー・メードリング | ブンデスリーガ   | 13     | 2      | 0            | 0            | 0                 | 0                 | 13   | 2    |
| 2005-06        | レッドブル・ザルツブルク           | ブンデスリーガ   | 18     | 11     | 0            | 0            | 0                 | 0                 | 18   | 11   |
| 2006-07        | レッドブル・ザルツブルク           | ブンデスリーガ   | 8      | 2      | 0            | 0            | 3                 | 1                 | 10   | 3    |
| 2007-08        | レッドブル・ザルツブルク           | ブンデスリーガ   | 14     | 5      | 0            | 0            | 0                 | 0                 | 14   | 5    |
| 2008-09        | レッドブル・ザルツブルク           | ブンデスリーガ   | 34     | 39     | 1            | 1            | 3                 | 2                 | 36   | 40   |
| 2009-10        | レッドブル・ザルツブルク           | ブンデスリーガ   | 34     | 18     | 0            | 0            | 11                | 4                 | 40   | 22   |
| オランダ       | オランダ                           | オランダ         | リーグ | リーグ | KNVB杯       | KNVB杯       | ヨーロッパ        | ヨーロッパ        | 通算 | 通算 |
| 2010-11        | トゥウェンテ                       | エールディヴィジ | 29     | 14     | 4            | 2            | 9                 | 1                 | 39   | 17   |
| 2011-12        | トゥウェンテ                       | エールディヴィジ | 16     | 10     | 2            | 2            | 8                 | 5                 | 26   | 17   |
| ポルトガル     | ポルトガル                         | ポルトガル       | リーグ | リーグ | ポルトガル杯 | ポルトガル杯 | ヨーロッパ        | ヨーロッパ        | 通算 | 通算 |
| 2011-12        | ポルト                             | スーペル・リーガ | 10     | 4      | 0            | 0            | 0                 | 0                 | 10   | 4    |
| トルコ         | トルコ                             | トルコ           | リーグ | リーグ | トルコ杯     | トルコ杯     | ヨーロッパ        | ヨーロッパ        | 通算 | 通算 |
| 2012-13        | トラブゾンスポル                   | スュペル・リグ   | 14     | 1      | 3            | 0            | 0                 | 0                 | 17   | 1    |
| 2013-14        | トラブゾンスポル                   | スュペル・リグ   | 9      | 1      | 1            | 1            | 3                 | 1                 | 13   | 3    |
| オーストラリア | オーストラリア                     | オーストラリア   | リーグ | リーグ | カップ       | カップ       | オセアニア/アジア | オセアニア/アジア | 通算 | 通算 |
| 2014-15        | シドニー                           | Aリーグ          | 24     | 16     | 1            | 0            |                   |                   | 25   | 16   |
| スイス         | スイス                             | スイス           | リーグ | リーグ | スイス杯     | スイス杯     | ヨーロッパ        | ヨーロッパ        | 通算 | 通算 |
| 2015-16        | バーゼル                           | スーパーリーグ   | 20     | 16     | 1            | 1            | 12                | 3                 | 33   | 20   |
| 2016-17        | バーゼル                           | スーパーリーグ   | 24     | 13     | 3            | 1            | 5                 | 0                 | 32   | 14   |
| チェコ         | チェコ                             | チェコ           | リーグ | リーグ | カップ       | カップ       | ヨーロッパ        | ヨーロッパ        | 通算 | 通算 |
| 2017-18        | スパルタ・プラハ                   | HETリガ          |        |        |              |              |                   |                   |      |      |
| 通算           | オーストリア                       | オーストリア     | 121    | 77     | 1            | 1            | 17                | 7                 | 139  | 85   |
| 通算           | オランダ                           | オランダ         | 45     | 24     | 6            | 4            | 17                | 6                 | 68   | 34   |
| 通算           | ポルトガル                         | ポルトガル       | 10     | 4      | 0            | 0            | 0                 | 0                 | 10   | 4    |
| 通算           | トルコ                             | トルコ           | 23     | 2      | 4            | 1            | 3                 | 1                 | 30   | 4    |
| 通算           | オーストラリア                     | オーストラリア   | 24     | 16     | 1            | 0            |                   |                   | 25   | 16   |
| 通算           | スイス                             | スイス           | 44     | 29     | 4            | 2            | 17                | 3                 | 65   | 34   |
| 通算           | チェコ                             |                  |        |        |              |              |                   |                   |      |      |
| 総通算         | 総通算                             | 総通算           | 267    | 152    | 16           | 8            | 54                | 17                | 337  | 177  |

その他の公式戦
- 2012年 タッサ・ダ・リーガ 2試合1得点

### 代表
| オーストリア代表 | 国際Aマッチ | 国際Aマッチ |
| 年               | 出場        | 得点        |
| ---------------- | ----------- | ----------- |
| 2006             | 2           | 0           |
| 2007             | 0           | 0           |
| 2008             | 5           | 3           |
| 2009             | 7           | 4           |
| 2010             | 4           | 0           |
| 2011             | 6           | 3           |
| 2012             | 7           | 3           |
| 2013             | 6           | 3           |
| 2014             | 6           | 2           |
| 2015             | 7           | 7           |
| 2016             | 11          | 3           |
| 通算             | 61          | 28          |

### 得点
| #   | 日時           | 場所             | 対戦相手                 | スコア | 最終結果 | 大会                                    |
| --- | -------------- | ---------------- | ------------------------ | ------ | -------- | --------------------------------------- |
| 1.  | 2008年8月20日  | ニース           | イタリア                 | 2–0    | 2–2      | 親善試合                                |
| 2.  | 2008年9月6日   | ウィーン         | フランス                 | 1–0    | 3–1      | 2010 FIFAワールドカップ・ヨーロッパ予選 |
| 3.  | 2008年10月15日 | ウィーン         | セルビア                 | 1–3    | 1–3      | 2010 FIFAワールドカップ・ヨーロッパ予選 |
| 4.  | 2009年9月5日   | グラーツ         | フェロー諸島             | 2–0    | 3–1      | 2010 FIFAワールドカップ・ヨーロッパ予選 |
| 5.  | 2009年9月5日   | グラーツ         | フェロー諸島             | 3–0    | 3–1      | 2010 FIFAワールドカップ・ヨーロッパ予選 |
| 6.  | 2009年10月10日 | インスブルック   | リトアニア               | 1–0    | 2–1      | 2010 FIFAワールドカップ・ヨーロッパ予選 |
| 7.  | 2009年10月14日 | サン＝ドニ       | フランス                 | 2–1    | 3–1      | 2010 FIFAワールドカップ・ヨーロッパ予選 |
| 8.  | 2011年10月7日  | バクー           | アゼルバイジャン         | 0–2    | 1–4      | UEFA欧州選手権2012予選                  |
| 9.  | 2011年10月7日  | バクー           | アゼルバイジャン         | 0–3    | 1–4      | UEFA欧州選手権2012予選                  |
| 10. | 2011年11月15日 | リヴィウ         | ウクライナ               | 1–1    | 2–1      | 親善試合                                |
| 11. | 2012年2月29日  | クラーゲンフルト | フィンランド             | 1–0    | 3–1      | 親善試合                                |
| 12. | 2012年10月16日 | ウィーン         | カザフスタン             | 1–0    | 4–0      | 2014 FIFAワールドカップ・ヨーロッパ予選 |
| 13. | 2012年10月16日 | ウィーン         | カザフスタン             | 2–0    | 4–0      | 2014 FIFAワールドカップ・ヨーロッパ予選 |
| 14. | 2013年2月6日   | スウォンジ       | ウェールズ               | 2–1    | 2–1      | 親善試合                                |
| 15. | 2013年6月7日   | ウィーン         | スウェーデン             | 2–0    | 2–1      | 2014 FIFAワールドカップ・ヨーロッパ予選 |
| 16. | 2013年11月19日 | ウィーン         | アメリカ合衆国           | 1–0    | 1–0      | 親善試合                                |
| 17. | 2014年3月5日   | クラーゲンフルト | ウルグアイ               | 1–0    | 1–1      | 親善試合                                |
| 18. | 2014年10月9日  | キシナウ         | モルドバ                 | 1–2    | 1–2      | UEFA EURO 2016予選                      |
| 19. | 2015年3月27日  | ファドゥーツ     | リヒテンシュタイン       | 0–2    | 0–5      | UEFA EURO 2016予選                      |
| 20. | 2015年3月31日  | ウィーン         | ボスニア・ヘルツェゴビナ | 1–0    | 1–1      | 親善試合                                |
| 21. | 2015年6月14日  | モスクワ         | ロシア                   | 0–1    | 0–1      | UEFA EURO 2016予選                      |
| 22. | 2015年9月8日   | ソルナ           | スウェーデン             | 0–3    | 1–4      | UEFA EURO 2016予選                      |
| 23. | 2015年10月9日  | ポドゴリツァ     | モンテネグロ             | 1–1    | 2–3      | UEFA EURO 2016予選                      |
| 24. | 2015年10月12日 | ウィーン         | リヒテンシュタイン       | 2–0    | 3–0      | UEFA EURO 2016予選                      |
| 25. | 2015年10月12日 | ウィーン         | リヒテンシュタイン       | 3–0    | 3–0      | UEFA EURO 2016予選                      |
| 26. | 2016年3月26日  | ウィーン         | アルバニア               | 1–0    | 2–1      | 親善試合                                |
| 27. | 2016年9月5日   | トビリシ         | ジョージア               | 0–2    | 1–2      | 2018 FIFAワールドカップ・ヨーロッパ予選 |
| 28. | 2016年10月9日  | ベオグラード     | セルビア                 | 2–2    | 3–2      | 2018 FIFAワールドカップ・ヨーロッパ予選 |

## タイトル

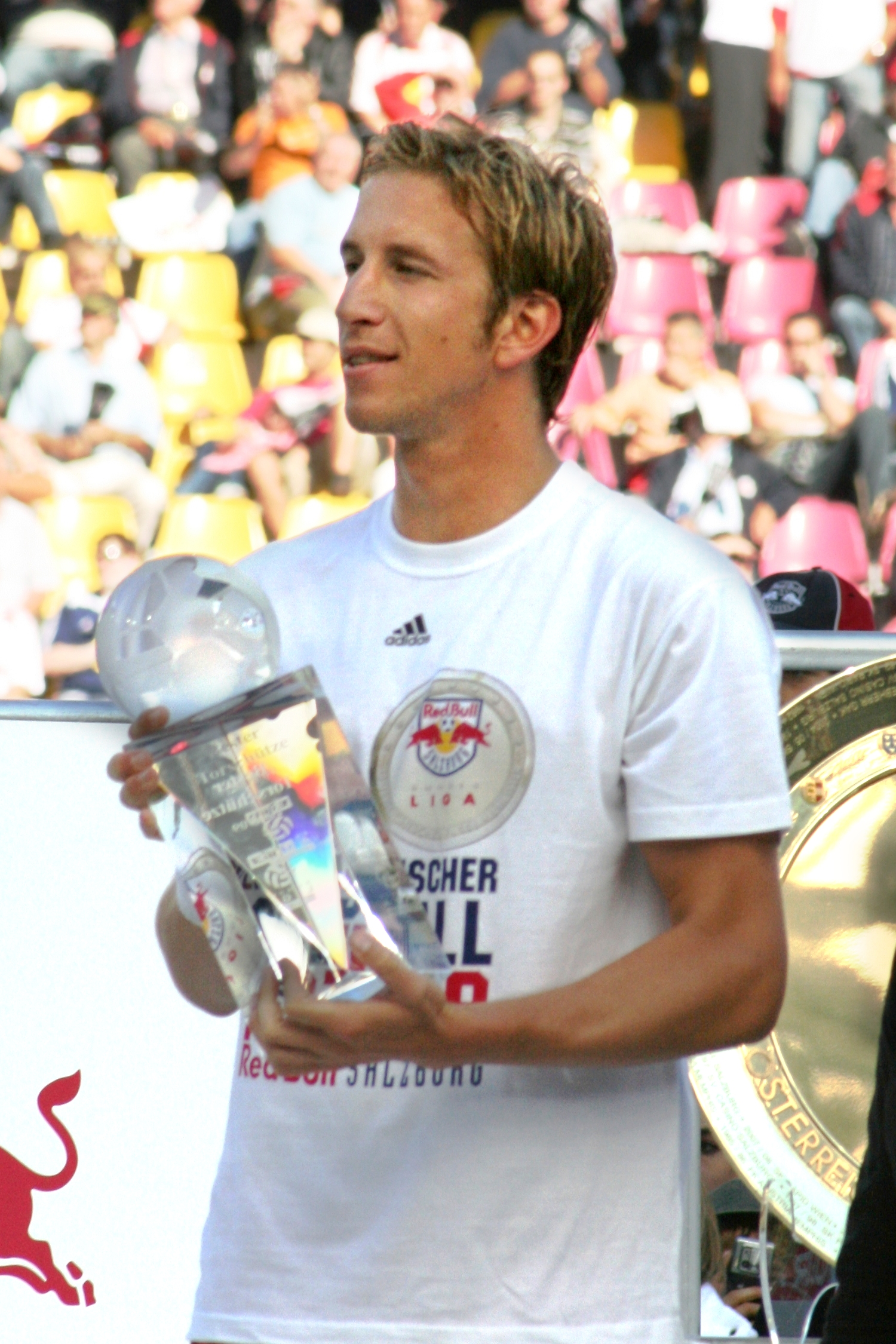
2009年に得点王の表彰を受けるヤンコ。

### クラブ
レッドブル・ザルツブルク
- オーストリア・ブンデスリーガ：3回 (2007, 2009, 2010)

FCトゥウェンテ
- KNVBカップ：1回 (2011)
- ヨハン・クライフ・シャール：2回 (2011, 2012)

FCポルト
- スーペル・リーガ：1回 (2012)
- ポルトガル・スーパーカップ：1回 (2012)

FCバーゼル
- スイス・スーパーリーグ：2回 (2016, 2017)
- スイス・カップ：1回 (2017)

### 個人
- オーストリア・ブンデスリーガ年間最優秀選手賞：1回 (2009)
- オーストリア・ブンデスリーガ得点王：1回 (2009)
- ヨーロッパ得点王3位：1回 (2009)
- Aリーグ得点王：1回 (2015)
- Aリーグ年間最優秀選手：1回 (2015年)
- Aリーグベストイレブン：1回 (2015年)
- シドニーFC21世紀最優秀ベストイレブン：1回 (2015年)
- Aリーグ月間最優秀選手：1回 (2015年2月)
- Aリーグ最多連続得点記録（7試合連続得点）：1回 (2015年)
- The World's most effective Top Division Goal Scorer (国際サッカー歴史統計連盟)：1回 (2009年)
- The World's best Top Division Goal Scorer (国際サッカー歴史統計連盟)：1回 (2009年)